# Moja żona jest aktorką
Moja żona jest aktorką – francuska komedia z 2001 roku. Jest to reżyserski debiut Yvana Attala.
Komedia jest luźno oparta na osobistych przeżyciach reżysera.

## Obsada
- Yvan Attal – Yvan (on sam)
- Charlotte Gainsbourg – Charlotte (ona sama)
- Terence Stamp – John
- Noémie Lvovsky – Nathalie
- Laurent Bateau – Vincent

## Opis
Charlotte jest w Paryżu bardzo znaną aktorką, w przeciwieństwie do jej skromnego męża Yvana. Jednak Yvan jest nieustannie zazdrosny o żonę, która jest adorowana przez wielu fanów, również tych płci męskiej. Ponadto jego żona gra w filmach sceny erotyczne z innymi aktorami. Między małżeństwem zaczyna dochodzić do sporów, lecz krytyczny moment następuje, gdy Yvan zobaczył całą obsadę filmu, w którym grała jego żona nago. Obsada rozebrała się w wyniku nieporozumienia - Charlotte w nerwach powiedziała, że rozbierze się, gdy wszyscy to zrobią. Yvan wstępuje do szkółki teatralnej, a Charlotte nawiązuje romans z aktorem z którym gra - Johnem. W finale jednak małżeństwo się godzi, a Charlotte zachodzi w ciążę. Drugoplanowym wątkiem filmu są spory siostry Yvana, Nathalie i jej męża Vincenta o to, czy ich syn ma być obrzezany czy nie (Yvan i Nathalie pochodzą z rodziny żydowskiej).

## Nominacje
- Nominacja do Cezara dla Yvana Attala za najlepszy debiut reżyserski (2002).
- Nominacja do Cezara dla Noémie Lvovsky za najlepszą rolę drugoplanową (2002).